# Kanton Herbault
Herbault is een voormalig kanton van het Franse departement Loir-et-Cher. Het kanton maakte deel uit van het arrondissement Blois tot het op 22 maart 2015 werd opgeheven en geheel opging in het op die dag opgerichte kanton Onzain.

## Gemeenten
Het kanton Herbault omvatte de volgende gemeenten:
- Averdon
- Chambon-sur-Cisse
- Champigny-en-Beauce
- La Chapelle-Vendômoise
- Chouzy-sur-Cisse
- Coulanges
- Françay
- Herbault (hoofdplaats)
- Lancôme
- Landes-le-Gaulois
- Mesland
- Molineuf
- Monteaux
- Onzain
- Orchaise
- Saint-Cyr-du-Gault
- Saint-Étienne-des-Guérets
- Santenay
- Seillac
- Veuves
- Villefrancœur